# Amphoe Kaeng Hang Maeo
Amphoe Kaeng Hang Maeo (Thai: อำเภอ แก่งหางแมว) ist ein Landkreis (Amphoe – Verwaltungs-Distrikt) im Nordwesten der Provinz Chanthaburi. Die Provinz Chanthaburi liegt im Osten der Zentralregion von Thailand.

## Geographie
Die benachbarten Amphoe sind im Uhrzeigersinn von Osten aus die Amphoe Soi Dao, Khao Khitchakut, Tha Mai und Na Yai Am der Provinz Chanthaburi, Amphoe Klaeng und Amphoe Khao Chamao der Provinz Rayong, Amphoe Bo Thong der Provinz Chonburi, Amphoe Tha Takiap der Provinz Chachoengsao und Amphoe Wang Sombun der Provinz Sa Kaeo. 

## Geschichte
Kaeng Hang Maeo wurde am 1. April 1990 zunächst als „Zweigkreis“ (King Amphoe) eingerichtet, indem fünf Tambon vom Amphoe Tha Mai abgetrennt wurden. Am 8. September 1992 bekam Kaeng Hang Maeo den vollen Amphoe-Status.

## Verwaltung

### Provinzverwaltung
Der Landkreis Kaeng Hang Maeo ist in fünf Tambon („Unterbezirke“ oder „Gemeinden“) eingeteilt, die sich weiter in 66 Muban („Dörfer“) unterteilen.
| Nr. | Name            | Thai      | Muban | Einw.  |
| --- | --------------- | --------- | ----- | ------ |
| 01. | Kaeng Hang Maeo | แก่งหางแมว | 22    | 09.688 |
| 02. | Khun Song       | ขุนซ่อง     | 18    | 11.725 |
| 03. | Sam Phi Nong    | สามพี่น้อง   | 10    | 05.955 |
| 04. | Phawa           | พวา       | 12    | 10.492 |
| 05. | Khao Wongkot    | เขาวงกต   | 04    | 03.075 |

### Lokalverwaltung
Es gibt eine Kommune mit „Kleinstadt“-Status (Thesaban Tambon) im Landkreis:
- Phawa (Thai: เทศบาลตำบลพวา) bestehend aus dem kompletten Tambon Phawa.

Außerdem gibt es vier „Tambon-Verwaltungsorganisationen“ (องค์การบริหารส่วนตำบล – Tambon Administrative Organizations, TAO)
- Kaeng Hang Maeo (Thai: องค์การบริหารส่วนตำบลแก่งหางแมว) bestehend aus dem kompletten Tambon Kaeng Hang Maeo.
- Khun Song (Thai: องค์การบริหารส่วนตำบลขุนซ่อง) bestehend aus dem kompletten Tambon Khun Song.
- Sam Phi Nong (Thai: องค์การบริหารส่วนตำบลสามพี่น้อง) bestehend aus dem kompletten Tambon Sam Phi Nong.
- Khao Wongkot (Thai: องค์การบริหารส่วนตำบลเขาวงกต) bestehend aus dem kompletten Tambon Khao Wongkot.